# Казе де Чезари (Терамо)
Казе де Чезари (итал. Case de' Cesari) је насеље у Италији у округу Терамо, региону Абруцо.
Према процени из 2011. у насељу је живело 27 становника. Насеље се налази на надморској висини од 141 м.